# Iodotyrosine
En biochimie, une iodotyrosine est un dérivé iodé de la tyrosine, un acide aminé protéinogène. De tels dérivés se forment dans la thyroïde sous l'effet de la thyroperoxydase par iodation de résidus de tyrosine d'une protéine thyroïdienne, la thyroglobuline. Il s'agit de la première étape de la biosynthèse des hormones thyroïdiennes.
Une enzyme, l'iodotyrosine désiodase (EC 1.22.1.1), est capable d'éliminer l'iode de ces dérivés iodés en libérant des anions iodure I−.

Tyrosine et dérivés iodés précurseurs des hormones thyroïdiennes
Tyrosine (Tyr).
Monoiodotyrosine (MIT).
Diiodotyrosine (DIT).